# Bataille d'Oriskany
Guerre d'indépendance des États-Unis
La bataille d'Oriskany fut une bataille de la guerre d'indépendance des États-Unis livrée le 6 août 1777 entre une milice d'insurgents américains et une force de loyalistes britanniques composée majoritairement d'Iroquois. Les insurgents partis secourir la garnison assiégée du Fort Stanwix furent pris en embuscade par les loyalistes et le général Nicholas Herkimer fut mortellement blessé durant le combat. Mais la garnison de Fort Stanwix en profita pour faire une sortie et piller le campement des loyalistes quasiment déserté. Les Amérindiens se désengagèrent du combat en apprenant la nouvelle pour aller protéger leurs femmes et leurs biens, ce qui poussa le reste des loyalistes à se retirer également du champ de bataille, annihilant ainsi la victoire tactique britannique.

## Contexte
En juin 1777, la British Army, sous le commandement du général John Burgoyne, lance une double attaque depuis le Québec. L'objectif de Burgoyne est de séparer la Nouvelle-Angleterre des autres colonies en prenant le contrôle de la vallée de l'Hudson dans la Province de New York. La force principale, sous le commandement de Burgoyne, descend vers le sud à travers le lac Champlain ; la seconde est conduite par le lieutenant-colonel Barry St. Leger et doit descendre la vallée de la rivière Mohawk et retrouver l'armée de Burgoyne près d'Albany.
L'expédition de St. Leger comprend environ 1 800 hommes qui sont un mélange de réguliers britanniques, de jägers hessois du Hanau, de loyalistes, d'Amérindiens, dont des Mohawks et des Sénécas de la Confédération iroquoise, et de rangers. Ils remontent le fleuve Saint-Laurent et parcourent les rives du lac Ontario vers la rivière Oswego, qu'ils remontent pour atteindre l'Oneida Carry (en) (aujourd'hui Rome dans l'État de New York). Ils entament alors le siège de Fort Stanwix, poste de l'Armée continentale gardant le portage.

## Prélude
Prévenu de la possibilité d'une attaque britannique le long de la rivière Mohawk, Nicholas Herkimer, à la tête du comité de sécurité du comté de Tryon (en), publie une proclamation le 17 juillet prévenant de la possibilité d'une activité militaire et exhortant la population à répondre si besoin. Prévenu le 30 juillet par des Onneiouts amicaux que les Britanniques se trouvent à quatre jours seulement de Fort Stanwix, Herkimer lance un appel aux armes. La force ainsi levée totalise 800 hommes de la milice du comté de Tryon et se compose principalement de fermiers mal entraînés, qui sont pour la plupart d'origine palatine. Partie le 4 août, la colonne campe près du village onneiout d'Oriska le 5 août. Tandis qu'un certain nombre de miliciens quittent la colonne à cause de leur manque de conditionnement, les forces d'Herkimer sont augmentées par une compagnie de 60 à 100 guerriers onneiouts, menés essentiellement par Han Yerry, un fervent défenseur de la cause patriote. Ce soir-là, Herkimer envoie trois hommes en direction du fort avec des messages destinés au commandant du fort, le colonel Peter Gansevoort (en). Gansevoort doit signaler la réception du message par trois coups de canon et effectuer ensuite une sortie pour venir à la rencontre de la colonne en approche. En raison des difficultés à percer les lignes britanniques, ces courriers ne délivreront le message que tard le lendemain matin, après que la bataille a déjà commencé.
St. Leger apprend le 5 août d'un messager envoyé par Molly Brant à son frère, le chef mohawk Joseph Brant qui mène une partie du contingent amérindien de St. Leger, qu'Herkimer et son expédition de secours sont en route. St. Leger envoie un détachement d'infanterie légère des Royal Yorkers (en) de John Johnson dans cette direction le soir même pour surveiller la position d'Herkimer et Brant suit tôt le lendemain matin avec environ 400 Amérindiens et les rangers de Butler. Bien que de nombreux Amérindiens soient armés de fusils, certains ne le sont pas et ne portent que des tomahawks et des lances.

## Bataille
Le matin du 6 août, Herkimer tient un conseil de guerre. Comme ils n'ont pas encore entendu le signal attendu du fort, il veut attendre. Cependant, ses capitaines le pressent de continuer, l'accusant même d'être un loyaliste parce que son frère est au service de St. Leger. Piqué au vif par ces accusations, Herkimer donne l'ordre à la colonne de se mettre en marche en direction de Stanwix.
À environ 10 km du fort, la route descend de plus de quinze mètres dans un ravin marécageux où serpente dans le fond un ruisseau d'environ un mètre de large. Sayenqueraghta et Cornplanter, deux chefs de guerre sénécas, choisissent cet endroit pour tendre une embuscade. Tandis que les Royal Yorkers attendent derrière une crête située à proximité, les Amérindiens se dissimulent des deux côtés du ravin. Le plan consiste pour les Yorkers à stopper la tête de la colonne, après quoi les Amérindiens pourraient assaillir le reste de la colonne sur toute son étendue. Vers 10 h, la colonne d'Herkimer, avec Herkimer à cheval vers l'avant, descend dans le ravin, traverse le ruisseau et commence à remonter de l'autre côté.

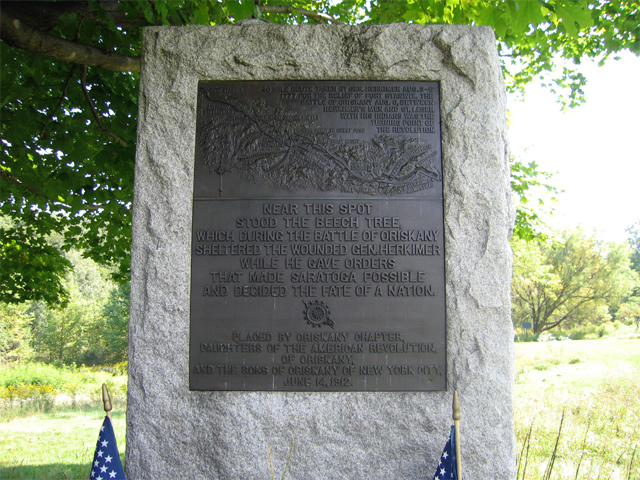
Monument marquant la position de l'arbre près duquel Herkimer a été amené.

Contrairement au plan, les Amérindiens embusqués à proximité de l'arrière de la colonne, apparemment incapables de se contenir plus longtemps, ouvrent le feu, prenant la colonne totalement par surprise. Menant le 1er Régiment, le colonel Ebenezer Cox est arraché de son cheval et tué dans la première volée. Herkimer fait se retourner son cheval pour voir l'action avant d'être à son tour touché par une balle qui lui brise la jambe et tue son cheval. Il est amené par plusieurs de ses officiers contre un hêtre, où ses hommes le poussent à se retirer de tout nouveau danger. Il répond sur un ton de défi « Je ferai face à l'ennemi » et s'assoit calmement, appuyé contre l'arbre, fumant une pipe et donnant des instructions et des mots d'encouragement aux hommes à proximité.
Comme le piège s'est refermé trop tôt, une partie de la colonne n'est pas encore entrée dans le ravin. La plupart de ces hommes paniquent et fuient ; certains Amérindiens les poursuivent, résultant en une ligne de morts et de blessés qui s'étend sur plusieurs kilomètres. Entre la perte de l'arrière de la colonne et ceux tués ou blessés dans les premières volées, seule la moitié environ des hommes d'Herkimer sont probablement toujours en train de combattre trente minutes après le début de l'affrontement. Certains des attaquants, notamment ceux qui ne sont pas armés de fusils, attendent un éclair provenant d'un coup de fusil d'un des opposants avant de se ruer à l'attaque avec leurs tomahawks avant que l'ennemi n'ait le temps de recharger, une tactique hautement efficace contre ces hommes qui n'ont pas de baïonnettes,. Louis Atayataronghta, un guerrier mohawk combattant avec les hommes d'Herkimer, abat un ennemi dont les tirs ont été dévastateurs de par leur précision, notant qu'« à chaque fois qu'il se lève, il tue l'un de nos hommes ».
Les hommes d'Herkimer finissent par se rassembler, se frayant un chemin pour sortir du ravin et se retrouver sur la crête située juste à l'ouest. John Johnson, préoccupé par la ténacité de la milice, retourne au campement britannique et demande quelques renforts à St. Leger peu avant que n'éclate un orage. Soixante-dix hommes repartent avec lui pour la bataille. L'orage occasionne une interruption d'une heure dans les combats, pendant laquelle Herkimer regroupe ses miliciens sur les hauteurs. Il donne l'ordre à ses hommes de combattre par paires : tandis qu'un des hommes tire et recharge, l'autre attend et ouvre ensuite le feu seulement s'ils sont attaqués. Tirant en relais, les deux doivent essayer de garder au moins une arme chargée en tout temps, afin de réduire l'efficacité des attaques de tomahawks.
John Butler, le meneur des rangers, prend du temps pendant l'orage pour questionner certains de ses prisonniers et apprend la signification des trois coups de canon. Quand Johnson et ses renforts arrivent, il les convainc de mettre leur veste à l'envers pour se faire passer pour une équipe de secours venant du fort. Lorsque le combat reprend après la pluie, Johnson et le reste de ses Royal Yorkers rejoignent la bataille, mais l'un des Patriots, le capitaine Jacob Gardinier, reconnaît le visage d'un voisin loyaliste. Le combat rapproché, étant même à certains moments un combat au corps à corps, continue pendant un certain temps,.

### Sortie du Fort Stanwix

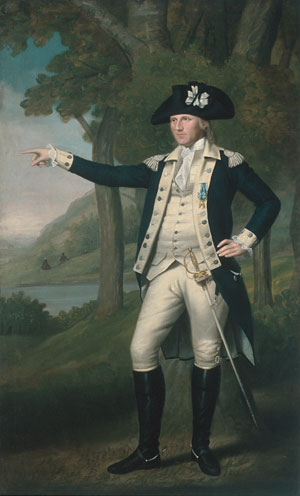
Portrait du lieutenant-colonel Marinus Willett par Ralph Earl (1791).

Lorsque les messagers d'Herkimer atteignent le fort vers 11 h, le colonel Gansevoort commence à organiser la sortie demandée par Herkimer. Après que l'orage est passé, le lieutenant-colonel Marinus Willett quitte le fort à la tête d'une force de 250 hommes et procède à des raids sur les campements ennemis situés au sud du fort et qui se trouvent être presque déserts. Chassant les quelques Britanniques et Amérindiens restant dans ces camps (et faisant quatre prisonniers en chemin), les Patriots récupèrent des couvertures et d'autres affaires personnelles des campements amérindiens et assaillent également avec succès le camp de John Johnson, prenant ses lettres et d'autres écrits (incluant une lettre interceptée qui était destinée à Gansevoort et provenant de sa fiancée),.
Un des Amérindiens qui était resté à l'arrière pour garder le camp court au champ de bataille et commence à prévenir les autres Amérindiens que leurs campements sont en train d'être attaqués. Ils se désengagent aux cris de « Oonah, oonah ! », le signal des Sénécas pour se retirer, et se dirigent vers leurs camps pour protéger leurs femmes et leurs biens. Ceci oblige le plus petit nombre de combattants allemands et loyalistes à se retirer également.